# Аустријско-турски рат (1529—1533)
Пошто је у борбама за угарски престо након битке на Мохачу 1526. мађарско племство већим делом пристало уз домаћег краља Јаноша Запољу, развио се у Угарској грађански рат између његових присталица и надвојводе Фердинанда од Аустрије - кога су подржавала властела Горње Угарске (Словачка) и Хрватске. Запоља је тада позвао у помоћ Турке. Сулејман Величанствени је то прихватио и повео велику армију против Фердинанда, оспоравајући Хабсбурговцима власт над Угарском.

## Рат
Сулејман Величанствени је са војском прешао Драву код Осијека, на Мохачком пољу примио поклоњење Јаноша Запоље и опсео Будим. Слаба посада предала се 8. септембра 1529. и Запоља је проглашен за угарског краља као турски вазал. Сулејман је затим опсео Беч са око 100.000 војника (рачунајући и више десетина хиљада помоћних трупа) и 300 топова. Утврђени град бранио је врховни капетан Николас Залм-Рајфершајт са 16-17.000 војника и 70 топова. У недостатку већих опсадних топова Турци су се после 20-дневне опсаде повукли преко Будима и Петроварадина.
Пошто су аустријске трупе и даље угрожавале Запољину престоницу Будим, Сулејман је 1532. повео нови поход против Аустрије, са око 32.000 редовних и неколико десетина хиљада нередовних трупа. Овог пута скренуо је од Осјека краћим правцем кроз југозападну Мађарску на Кесег. Уместо да похита на Беч и да појединачно потуче Фердинандове трупе у прикупљању, султан се 9. августа задржао под Кесегом, чија је посада под капетаном Николом Јуришићем 21 дан храбро одолевала турској опсади. Пошто је у међувремену Фердинанд између Бечког Новог Места и Беча окупио армију са око 80.000 људи, Сулејман је одустао од даљег освајања и после заузимања Кесега скренуо за Београд, пљачкајући поред Граца и Вараждина.

## Последице
Султан је 1533. прихватио први мир са Аустријом, пристајући на поделу Мађарске. И поред тога, босански и смедеревски санџак-бегови освојили су 1536. Пожешку котлину, а херцеговачки санџак-бег 1537. тврђаву Клис, последње хрватско упориште јужно од Велебита. Турски успеси у Славонији и Далмацији приморали су Фердинанда да 1537. пошаље део својих трупа ради избацивања Турака из Славоније. Ова операција, тзв. Кацијанеров поход, завршена је поразом код Горјана.